# La Beatriz (paroisse civile)
Pour les articles homonymes, voir La Beatriz.
La Beatriz, ou simplement Beatriz (parroquia La Beatriz ou parroquia Beatriz) est l'une des six paroisses civiles de la municipalité de Valera dans l'État de Trujillo au Venezuela. Sa capitale est La Beatriz dite également « Urbanización La Beatriz », l'un des quartiers excentrés et méridionaux de Valera, chef-lieu de la municipalité.

## Géographie

### Démographie
Hormis sa capitale La Beatriz, la paroisse civile possède plusieurs localités :
- El Cumbe
- La Beatriz
- La Tapa